# Pseudonthobium foveolatum
Pseudonthobium foveolatum là một loài bọ cánh cứng trong họ Bọ hung (Scarabaeidae).